# بلوط زنده شنی
بلوط زنده شنی (نام علمی: Quercus geminata) نام یک گونه از سرده بلوط است.